# Kö-Center
Het Kö-Center is een kantoren- en winkelcentrum in het centrum van Düsseldorf. Het ligt aan de oostkant van de Königsallee, waardoor het de korte naam Kö kreeg, en aan de noordkant van de Königstraße.

## Geschiedenis en beschrijving

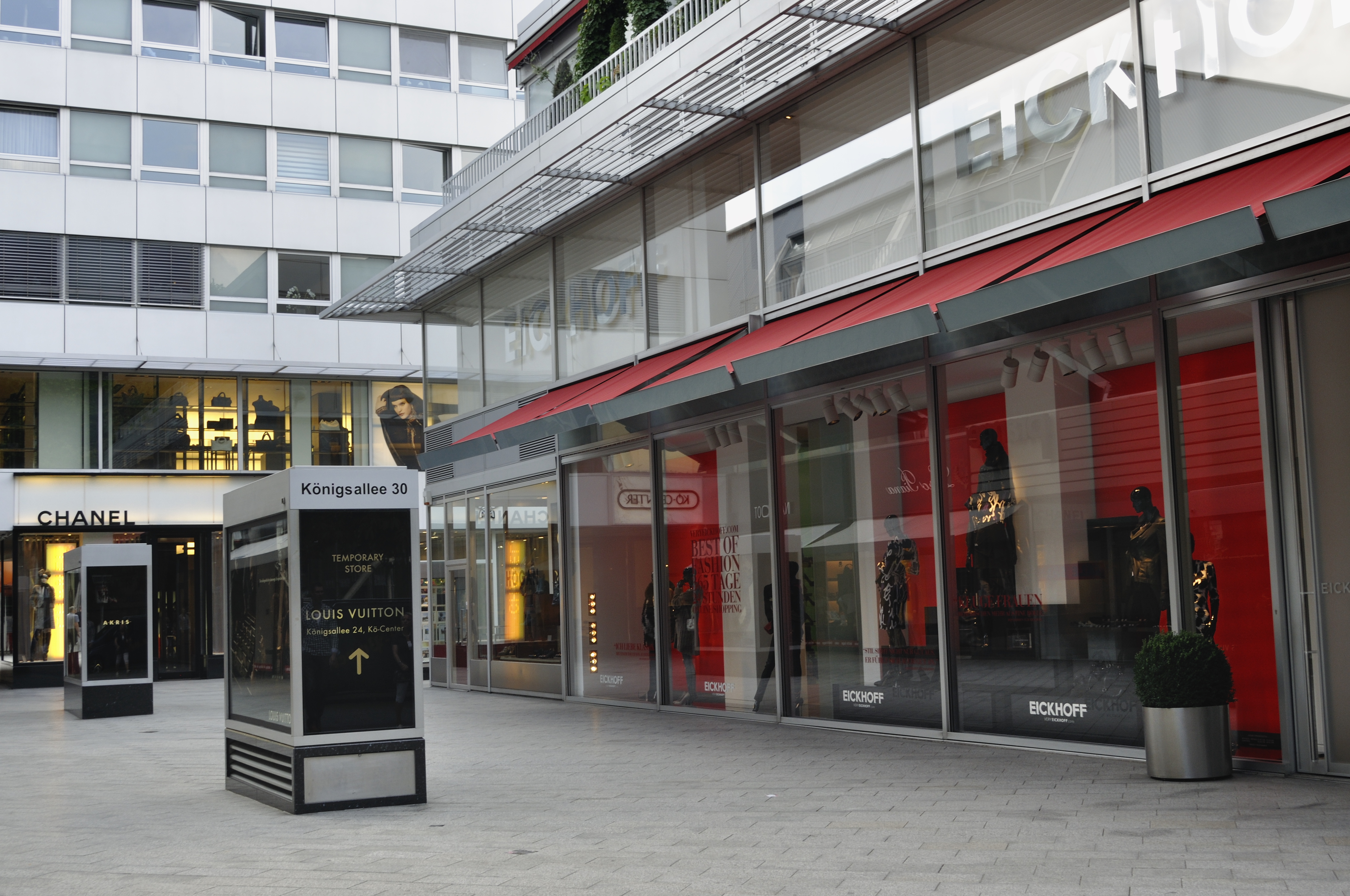
Doorgang van het Kö-Center aan de Königsallee, op de achtergrond de gevel van het hoge kantoorgebouw, rechts het markante verkooppaviljoen op de hoek van de Königsallee / Königstraße met restaurant met rondomliggend terras op de bovenste verdieping (2010)

Samen met het Europa Center in Berlijn, dat in 1965 werd geopend, was het Kö-Center, gebouwd tussen 1965 en 1967, een van de eerste grotere binnenstedelijke winkelcentra in Duitsland. Het gebouwencomplex werd gebouwd op een 5.500 m² groot grondstuk tussen de Königsallee, Königsstrasse, Blumenstrasse en de Martin-Luther-Platz, een bouwblok dat in de Tweede Wereldoorlog tot puin was gebombardeerd. Na de oplevering werd het in 1969 overgenomen door de rechtsvoorganger van de Deutsche Investitions- und Treuhand-Aktiengesellschaft (DIVAG) in een gesloten vastgoedfonds.
Het op 15 augustus 1967 geopende  complex bestaat uit een terugliggende hoogbouw, met artsenpraktijken en kantoren op de hogere verdiepingen, evenals verschillende lagere gebouwen in de vorm van paviljoens, waardoor winkelpassages ontstaan tussen de Königsallee, de Blumenstrasse en de Königsstrasse. Het complex is na de na de Tweede Wereldoorlog ontworpen in de stijl van het functionalistische architectuur door architectenbureau Jung Stadler. Kenmerkend voor de architectuur van het winkelcentrum zijn de zonweringslamellen die als horizontale vrijdragende constructies boven de eerste verdieping aan de glazen gevels zijn aangebracht.
Het complex was de eerste passage die na de oplevering van de Berliner Allee aan de daardoor ontlastte Königsallee. In 1974 volgde de Trinkaus-Galerie in het gebouw van de Trinkaus-bank, in 1980 de WZ-galerie in het Girardethaus.
De talrijke winkels van het Kö-Center bevinden zich aan de Königsallee, Königstraße en de passages. Ze hebben brede etegalages en bieden grotendeels bezet door de aanbieders van de uxe merken. In de passages zijn open trappenhuizen die toegang geven tot horecagelegenheden op de eerste en tweede verdieping van de gebouwen en tot hun dakterrassen . Onder deze gelegenheden was van 1983 tot 2014 discotheek Checker's Club gevestigd, waar Claudia Schiffer in 1987 als model werd ontdekt. In de richting van Blumenstrasse en Martin-Luther-Platz worden de passages door het Simonbank-gebouw, gebouwd van 1968 tot 1970, overbouwd; het hoofdpad van de passages opent op de Blumenstrasse bij een overgang naar de Schadow Arkaden die in 1994 werd geopend. Richting de Königsallee is de doorgang uitgebreid naar een voorplein, waar de straatartieste Angelika Tampier optreedt als de "stille" heks Angela Spook. In de loop van de tijd werd het gebouwencomplex van het Kö-Center meerdere keren gerenoveerd en uitgebreid. Het markante winkelpaviljoen op de hoek van de Königsallee / Königstraße, waar de damesmodezaak van Albert Eickhoff sinds de jaren tachtig gehuisvest was,  wordt sinds 2014 voor tien jaar verhuurd aan het modehuis Dior. In juni 2015 werd de Dior-vestiging in Düsseldorf geopend na een uitgebreide renovatie van het paviljoen met een interieurontwerp van de New Yorkse architect Peter Marino .